# La ciudad de las mujeres
La ciudad de las mujeres (título original italiano: La città delle donne) es una película italiana de comedia estrenada en 1980, coescrita y dirigida por Federico Fellini y protagonizada en el papel principal por Marcello Mastroianni.
La película fue presentada fuera de concurso en la 33.ª edición del Festival de Cine de Cannes.

## Sinopsis
En un compartimento de tren, Snaporaz sale de su somnolencia para seducir a una bella desconocida que va en el mismo vagón. La sigue a través del bosque hasta un hotel donde tiene lugar un congreso feminista. Intimidado por la agresividad de las militantes, se refugia en la mansión de un seductor con más de diez mil conquistas en su haber. Allí deberá superar distintas etapas antes de despertar y darse cuanta de que no era más que una delirante pesadilla.

## Reparto
- Marcello Mastroianni: Snaporaz
- Anna Prucnal: Elena Snaporaz
- Bernice Stegers: La desconocida del tren
- Ettore Manni: El Doctor Xavier Katzone
- Donatella Damiani: Donatella
- Fiammetta Baralla: Ollio
- Gabriella Giorgelli: La pecadora de San Leo
- Dominique Labourier: Militante feminista
- Maïté Nahyr: Militante feminista